# Cornelis Massijs

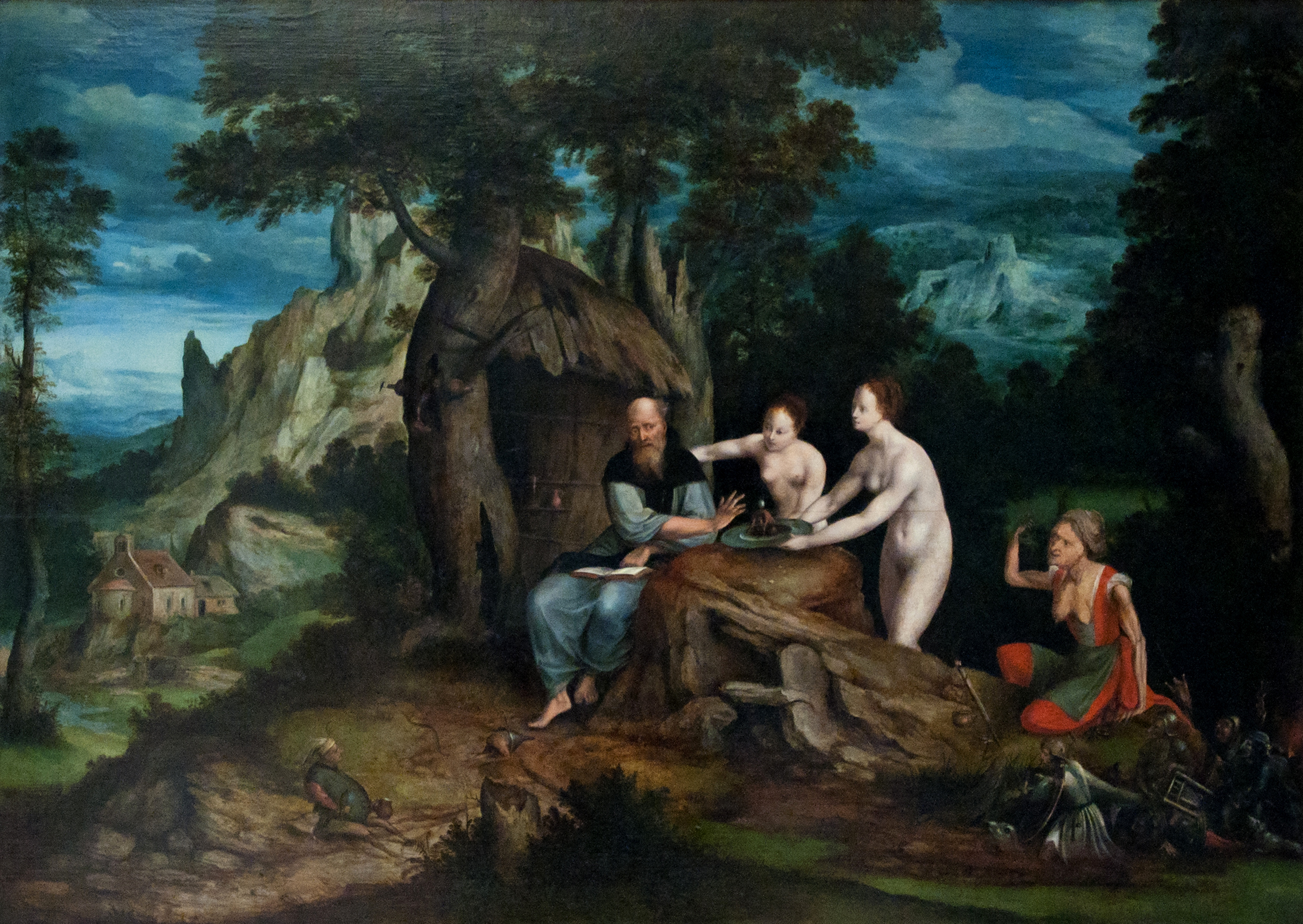
De bekoring van de heilige Antonius, Koninklijke Musea voor Schone Kunsten van België, Brussel

Cornelis Massijs (Antwerpen, ca. 1510 – tussen april 1556 en januari 1557) ook Cornelis Metsys genoemd was een Zuid-Nederlandse schilder, tekenaar en etser.

## Biografie
Hij was de zoon van Quinten Massijs (I) en Alyt van Tuylt en de jongere broer van Jan Massijs.
Het is pas na de dood van hun vader in 1530 dat Cornelis en zijn oudere broer Jan zich inschrijven als vrijmeester bij het Antwerpse Sint-Lucasgilde. Voor 1531 is er geen enkel werk dat door een van beiden gesigneerd werd, wat erop wijst dat ze in het atelier van hun vader werkten. Na zijn inschrijving bij de gilde is er geen spoor van hem meer terug te vinden in de documenten van Sint-Lucas. Hij werkte in Antwerpen tot in 1544 toen hij de stad verliet in verband met de vervolging van protestanten. Ze zouden aanhangers geweest zijn van Eligius Pruystinck ook bekend als Loy de Schaliedecker, die in 1544 werd aangehouden en tot de brandstapel veroordeeld. Cornelis Massijs zou dan in Engeland en Duitsland verbleven hebben, mogelijk in Italië, hij keerde niet meer terug naar Antwerpen. In Engeland maakte hij ca. 1547 een gravure met een portret van Hendrik VIII, in Duitsland van Peter Ernst I van Mansfeld-Vorderort en zijn vrouw.

## Stijlkenmerken
Zijn werken behoren tot de renaissancestijl. Cornelis was vooral bekend van zijn landschappen. Omstreeks 1537 begon hij met het maken van gravures. Hij werd hierbij sterk beïnvloed door motieven en de vormtaal van de Italiaanse renaissance. Hij was een van de belangrijke schakels tussen de fantastische landschappen van Joachim Patinir en de realistische landschappen waarvan hij mee aan de basis lag. De landschappen hierbij illustreren dit zeer duidelijk. De Terugkeer van de verloren zoon wijst nog volop naar Patinir, terwijl de Aankomst van de Heilige Familie in Bethlehem, vijf jaar later geschilderd, een totaal vernieuwde stijl toont.

Terugkeer van de verloren zoon, 1538, Rijksmuseum, Amsterdam
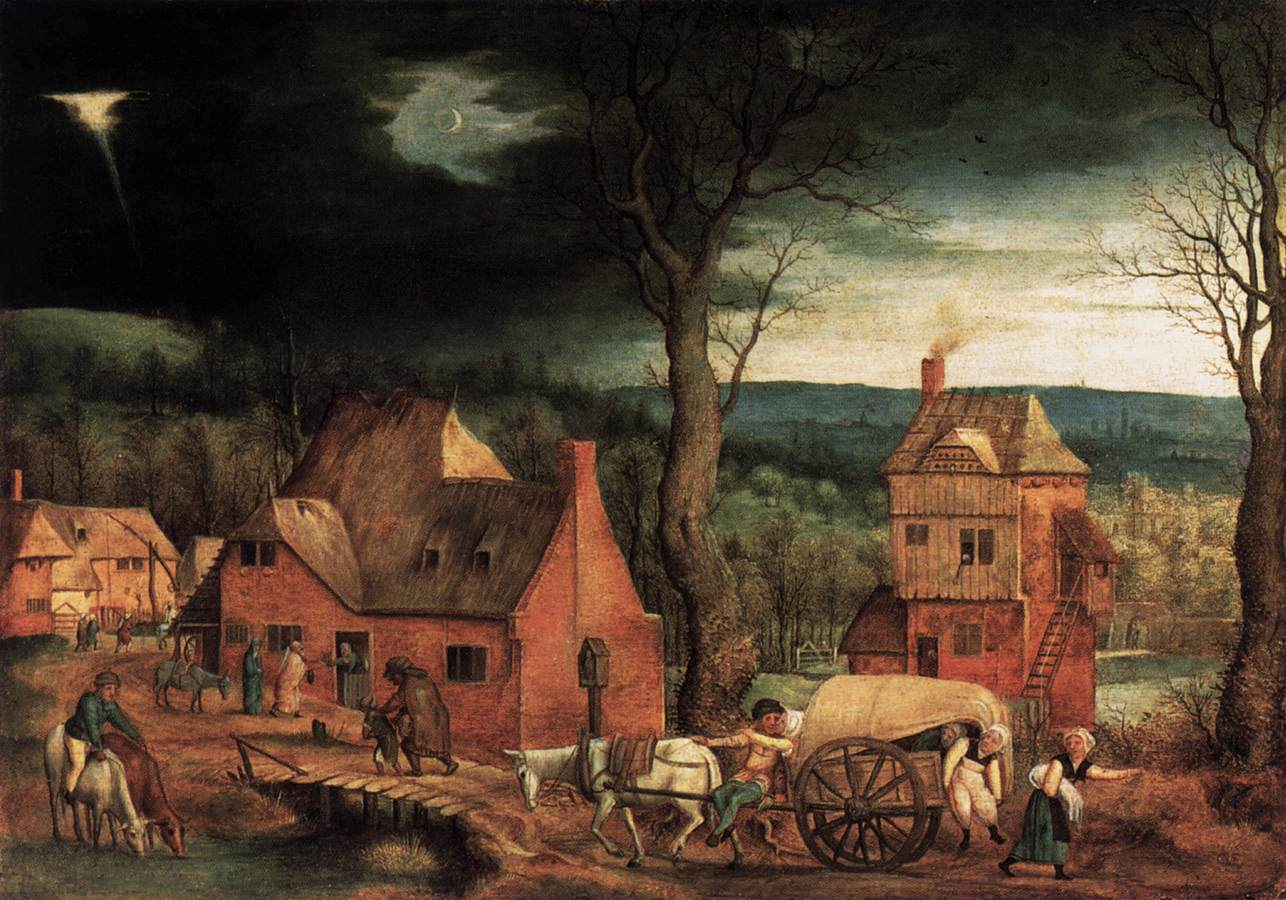
Aankomst van de Heilige Familie in Bethlehem, 1543, Staatliche Museen zu Berlin

Hij maakte ook een aantal gravures waarin geen historisch narratief werd afgebeeld en was daarmee een van de eersten die de weg naar het zuivere landschapsschilderij insloeg.

## Werken
Er zijn drie monogrammen bekend die de kunstenaar gebruikte doorheen zijn carrière. Tussen 1537 en 1539 was dat 'COR. MET' dat teruggevonden werd op zijn schilderij De terugkeer van de verloren zoon. Zijn tweede monogram was 'CME' tussen 1539 en 1543 zoals onder meer op de Aankomst van de Heilige Familie in Bethlehem. Later, vanaf 1544,  ging hij CMA gebruiken.

### Schilderijen
Hierbij een çonvolledige) lijst van werken gesigneerd door Cornelis of toegeschreven aan hem.
- Terugkeer van de verloren zoon, 1538, Rijksmuseum, Amsterdam (gesigneerd)
- Aankomst van de Heilige Familie in Bethlehem, 1543, Staatliche Museen zu Berlin (gesigneerd)
- Landschap met de Heilige Hiëronymus, 1545, Musée de Grenoble
- Landschap met de vlucht naar Egypte, 1545-1550, Museu Nacional d'Art de Catalunya, Barcelona
- Landschap met Juno en Argus, 1545-1555, privéverzameling
- Landschap met de Heilige Hiëronymus, 1547, Koninklijk Museum voor Schone Kunsten Antwerpen (gesigneerd)
- De vlucht naar Egypte, Erasmushuis (Anderlecht), Antwerpen
- Calvarie, Rockoxhuis, Antwerpen
- De bekoring van St.-Antonius, Museum voor Schone Kunsten, Brussel
- Beklimming van de Kalvarieberg, Koninklijke Musea van Schone kunsten, Brussel (gesigneerd)
- Landschap met herberg en boeren, Rijksmuseum Twenthe, Enschede

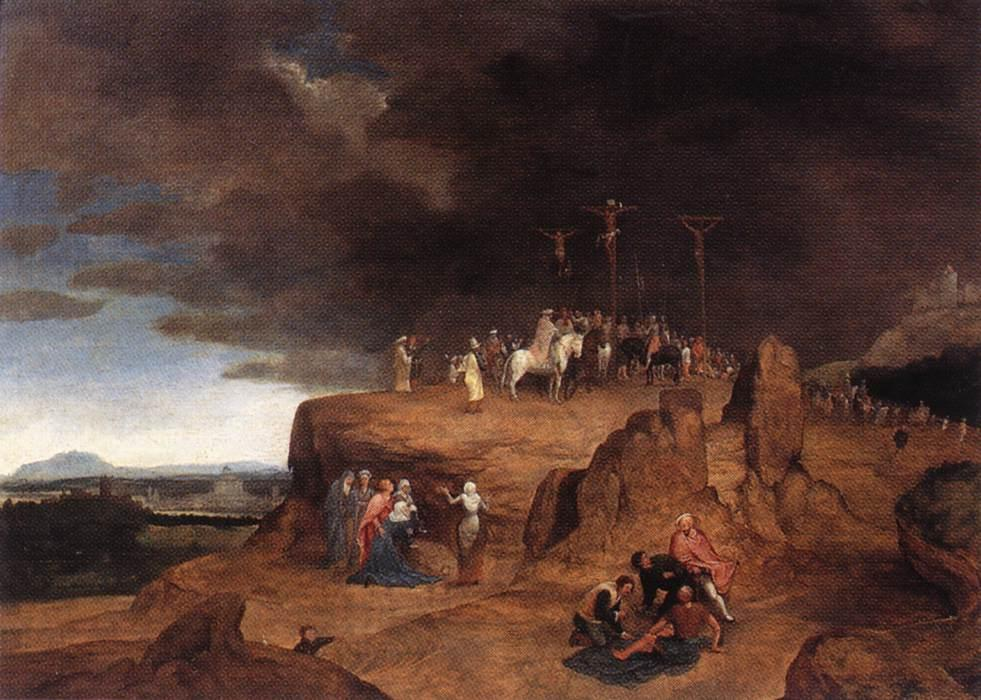
Calvarie, Rockoxhuis, Antwerpen
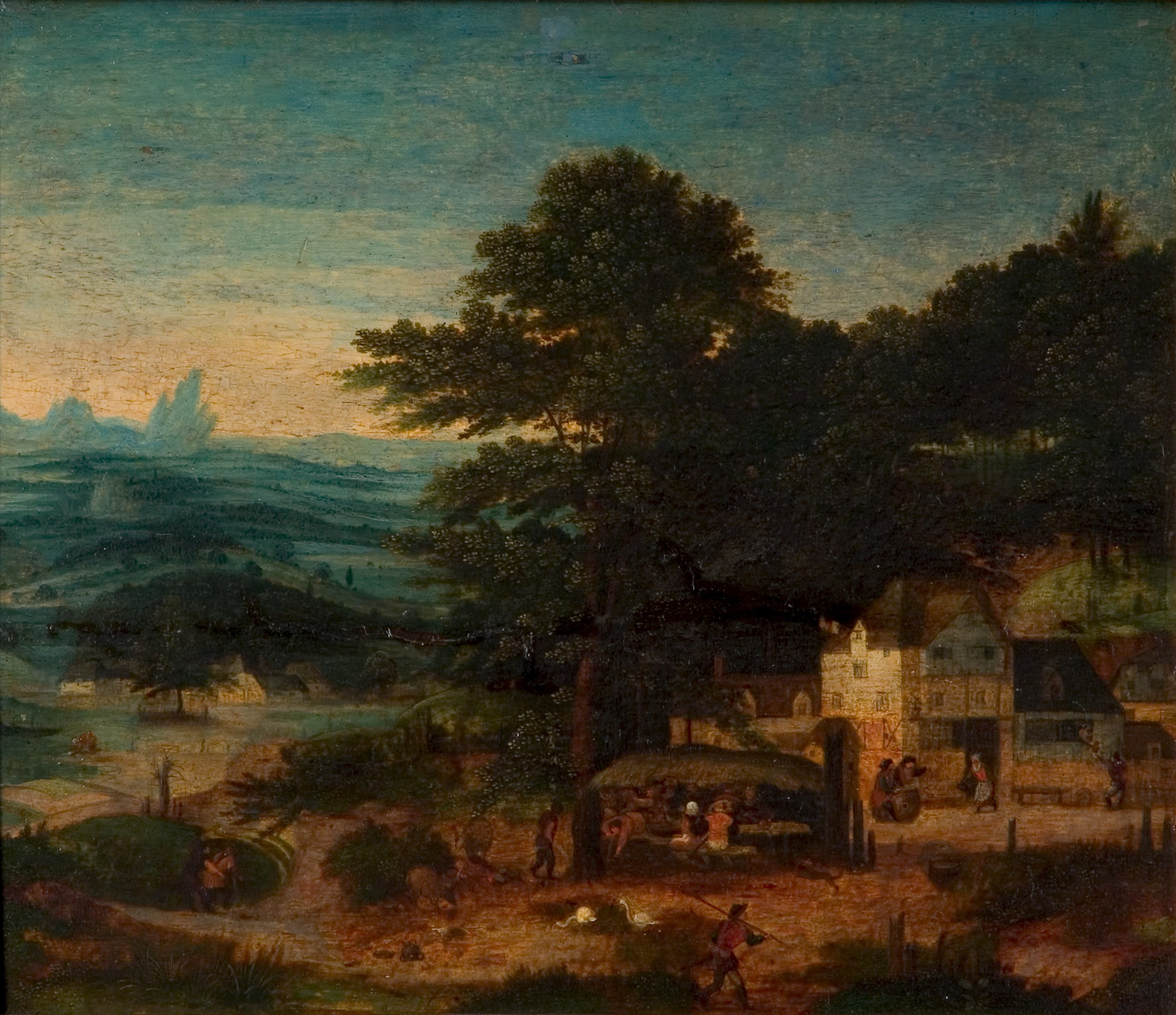
Landschap met herberg en boeren, Rijksmuseum Twenthe
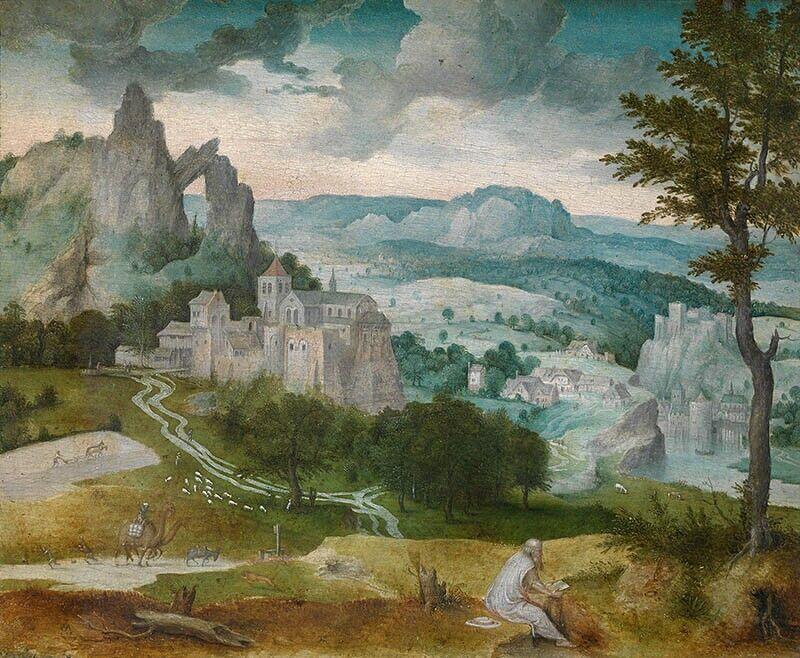
Landschap met de Heilige Hiëronymus, 1547, Koninklijk Museum voor Schone Kunsten Antwerpen
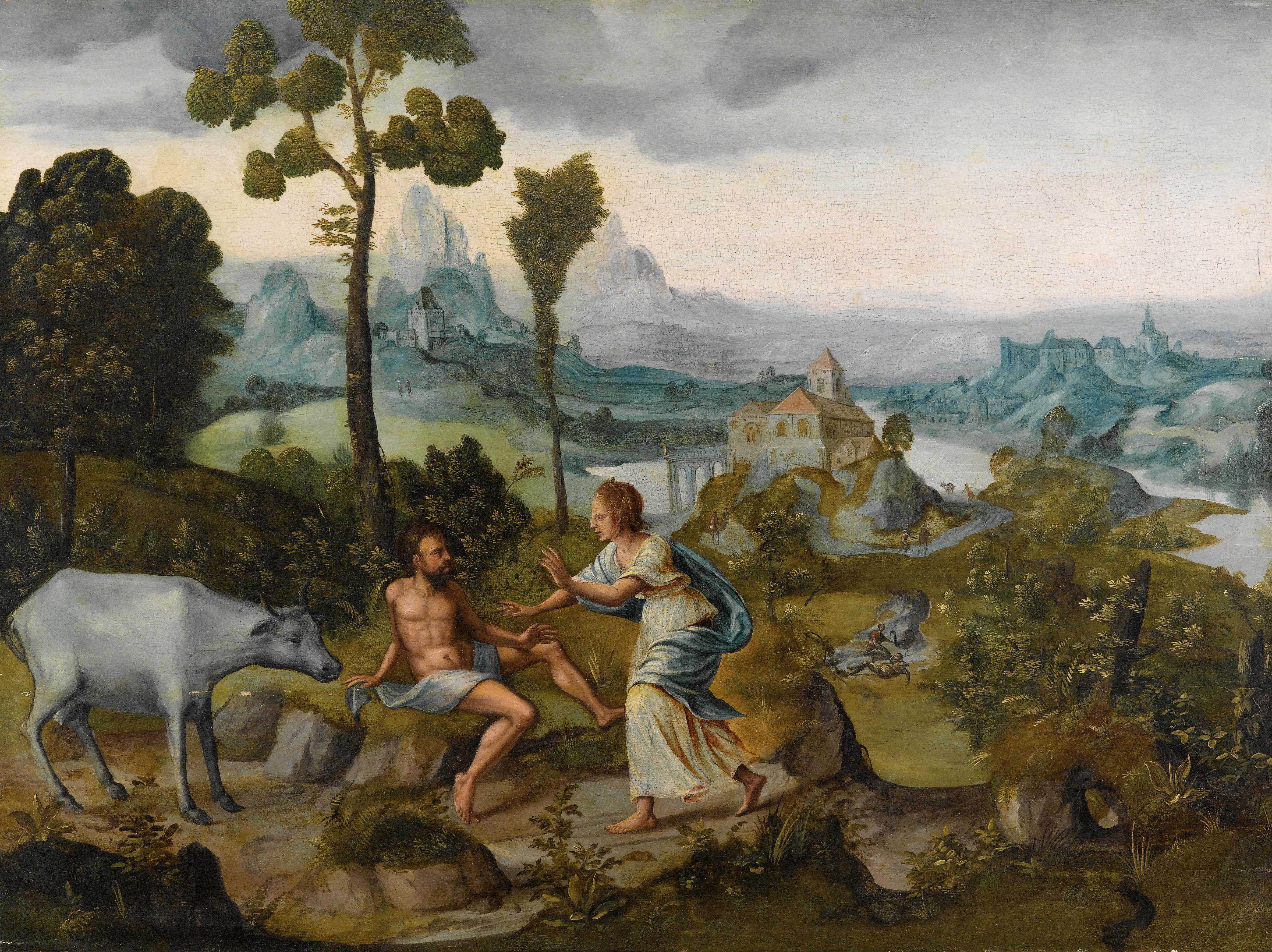
Landschap met Juno en Argus, 1545-1555, privéverzameling

### Enkele gravures
De gravures komt men in talrijke musea tegen, hierbij een kleine selectie uit de meer dan 150 bewaarde gavures toegeschreven aan de meester. Er zijn 109 gravures met een monogram bewaard gebleven.
- Bedelaars Eetmaal, 1539, o.m. in het Rijksmuseum, Amsterdam en in Museum Boijmans van Beuningen, Rotterdam
- Blinden leiden de blinden, 1544-1556, National Gallery of Scotland, Edinburgh
- Vier struikelende blinden, Royal Scottish Academy, Edinburgh
- Het leven van Samson (serie van 10 platen)
- Vechtende Schooiers
- De zeven vreugden, 1550, British Museum, Londen
- Kreupele Dansers (12 platen), 1538, o.m. in het Rijksmuseum in Amsterdam, Museum Boijmans van Beuningen, National Gallery of Victoria, Melbourne
- Discordia, 1540-1550, Museum Boijmans van Beuningen, Rotterdam

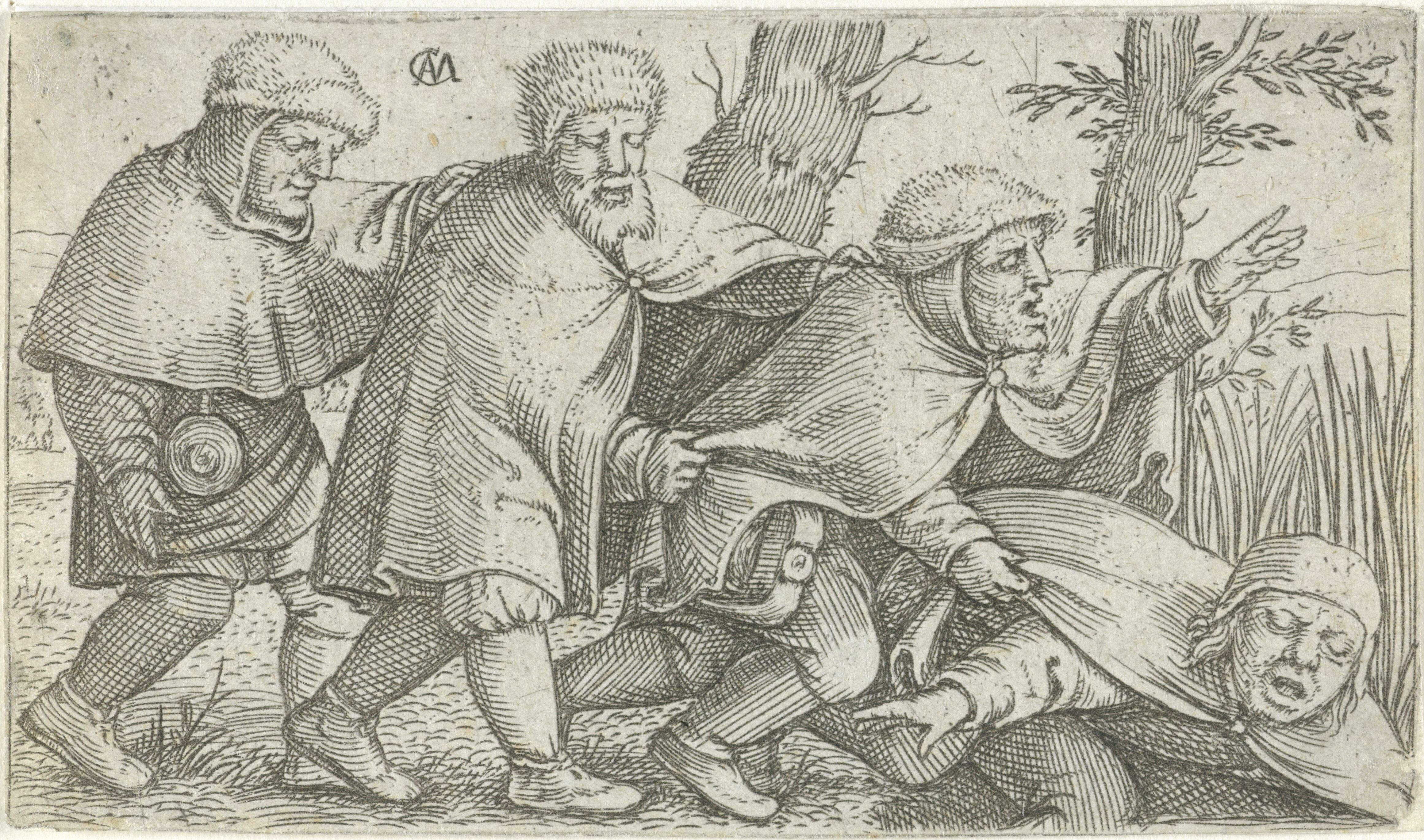
Blinden leiden de blinden, Rijksmuseum, Amsterdam
Samson en de leeuw, Rijksmuseum, Amsterdam
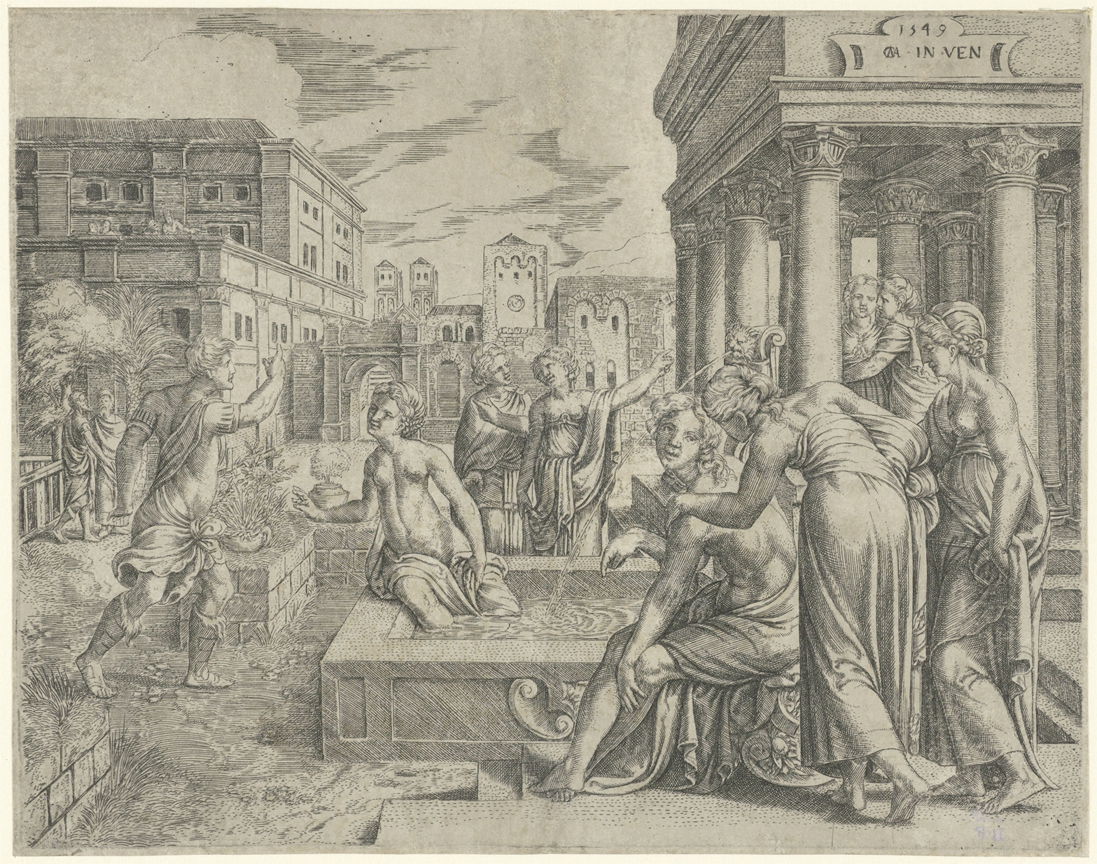
Het bad van Bathsheba, Rijksmuseum, Amsterdam
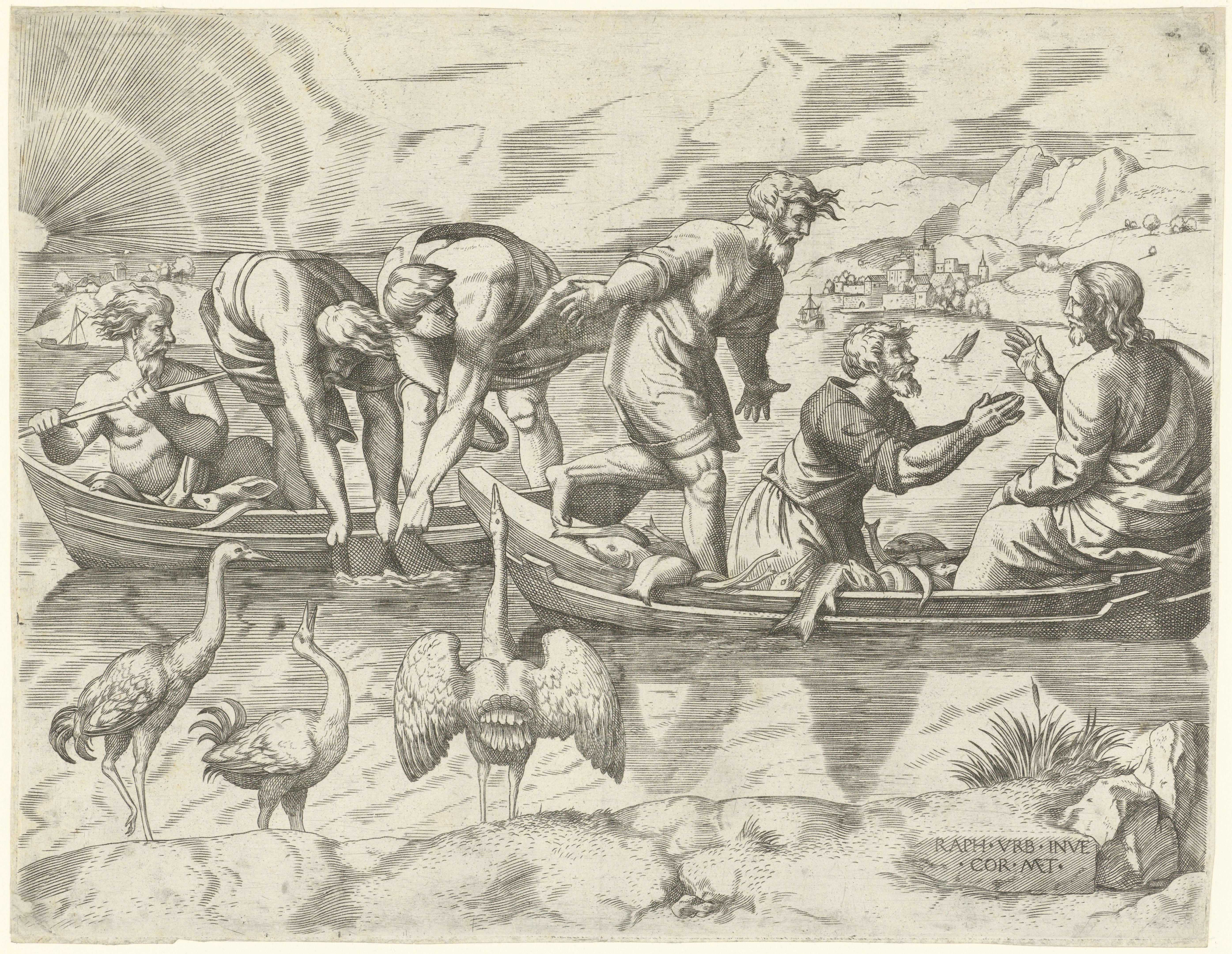
Wonderbaarlijke visvangst, Rijksmuseum, Amsterdam

- Bibliothèque nationale de France: cb14966237v (data)
- Biografisch Portaal: 56418541
- Gemeinsame Normdatei: 122138333
- International Standard Name Identifier: 0000 0001 2136 9446
- KulturNav: 1a9c3948-f7a9-421a-b67f-a01791f40133
- Library of Congress Control Number: n85206032
- National Gallery of Victoria: 3443
- RKD-Nederlands Instituut voor Kunstgeschiedenis: 53162
- Union List of Artist Names: 500027084
- Virtual International Authority File: 95848852